# Tour de Corea 2019
La 20.ª edición del Tour de Corea es una carrera de ciclismo en ruta por etapas que se celebró entre el 12 y el 16 de junio de 2019 iniciando con un circuito en la ciudad de Gunsan y finalizando con otro circuito  en la ciudad de Seúl en Corea del Sur. El recorrido constó de un total de 5 etapas sobre una distancia total de 594,9 km.
La carrera hizo parte del circuito UCI Asia Tour 2019 dentro de la categoría 2.1. El vencedor final fue el italiano Filippo Zaccanti del Nippo-Vini Fantini-Faizanè seguido del canadiense Benjamin Perry del Israel Cycling Academy y el neerlandés Raymond Kreder del Ukyo.

## Equipos participantes
Tomaron la partida un total de 20 equipos, de los cuales 3 son de categoría Profesional Continental y 17 Continental, quienes conformaron un pelotón de 111 ciclistas de los cuales terminaron 99. Los equipos participantes fueron:
| Equipos continentales profesionales (3)- Israel Cycling Academy - Neri Sottoli-Selle Italia-KTM - Nippo Vini Fantini Faizanè Equipos continentales (17)- 7 Eleven Cliqq-air21 by Roadbike Philippines - Team BridgeLane - Gapyeong Cycling Team - Geumsan Insam Cello - HKSI - Team Illuminate - Kinan Cycling Team - KSPO-Bianchi Asia - LX Cycling Team - Mitchelton-BikeExchange - Seoul Cycling Team - St George Continental Cycling Team - Terengganu Inc-TSG Cycling Team - Thailand Continental - Uijeongbu - Team Ukyo - Vino-Astana Motors |
| |

## Etapas
| Etapa     | Fecha     | Recorrido          | type            | Distancia (km) | Ganador        | Líder            |
| --------- | --------- | ------------------ | --------------- | -------------- | -------------- | ---------------- |
| 1.ª etapa | 12 de jun | Gunsan – Gunsan    | etapa llana     | 63             | Raymond Kreder | Raymond Kreder   |
| 2.ª etapa | 13 de jun | Cheonan – Danyang  | etapa escarpada | 161,6          | Martin Laas    | Youcef Reguigui  |
| 3.ª etapa | 14 de jun | Danyang – Samcheok | etapa escarpada | 178,3          | Ben Perry      | Filippo Zaccanti |
| 4.ª etapa | 15 de jun | Samcheok – Goseong | etapa escarpada | 127            | Martin Laas    | Filippo Zaccanti |
| 5.ª etapa | 16 de jun | Seúl – Seúl        | etapa llana     | 65             | Martin Laas    | Filippo Zaccanti |

## Desarrollo de la carrera

### 1.ª etapa
| Gunsan - Gunsan | etapa llana | (63 km) |

| \| Clasificación de la etapa \| Clasificación de la etapa \| Clasificación de la etapa \| Clasificación de la etapa \| Clasificación de la etapa \| \| Ciclista \| Ciclista \| Equipo \| Tiempo \| \| \| ------------------------- \| ------------------------- \| ---------------------------------- \| ------------------------- \| ------------------------- \| \| 1.º \| Raymond Kreder \| Team Ukyo \| 1 h 21 min 56 s \| \| \| 2.º \| Youcef Reguigui \| Terengganu Inc-TSG Cycling Team \| + 0 s \| \| \| 3.º \| Edwin Ávila \| Israel Cycling Academy \| + 0 s \| \| \| 4.º \| Blake Quick \| St George Continental Cycling Team \| + 0 s \| \| \| 5.º \| Moreno Marchetti \| Neri Sottoli-Selle Italia-KTM \| + 0 s \| \| \| 6.º \| Corbin Strong \| St George Continental Cycling Team \| + 0 s \| \| \| 7.º \| Neil Van der Ploeg \| Team BridgeLane \| + 0 s \| \| \| 8.º \| Hideto Nakane \| Nippo-Vini Fantini-Faizanè \| + 0 s \| \| \| 9.º \| Park Sang-hong \| LX Cycling Team \| + 0 s \| \| \| 10.º \| Etienne van Empel \| Neri Sottoli-Selle Italia-KTM \| + 0 s \| \| |                    |                                    |                 |
| |                    |                                    |                 |
| Fuente: ProCyclingStats |                    |                                    |                 |
| Clasificación de la etapa |                    |                                    |                 |
| Ciclista | Ciclista           | Equipo                             | Tiempo          |
| 1.º | Raymond Kreder     | Team Ukyo                          | 1 h 21 min 56 s |
| 2.º | Youcef Reguigui    | Terengganu Inc-TSG Cycling Team    | + 0 s           |
| 3.º | Edwin Ávila        | Israel Cycling Academy             | + 0 s           |
| 4.º | Blake Quick        | St George Continental Cycling Team | + 0 s           |
| 5.º | Moreno Marchetti   | Neri Sottoli-Selle Italia-KTM      | + 0 s           |
| 6.º | Corbin Strong      | St George Continental Cycling Team | + 0 s           |
| 7.º | Neil Van der Ploeg | Team BridgeLane                    | + 0 s           |
| 8.º | Hideto Nakane      | Nippo-Vini Fantini-Faizanè         | + 0 s           |
| 9.º | Park Sang-hong     | LX Cycling Team                    | + 0 s           |
| 10.º | Etienne van Empel  | Neri Sottoli-Selle Italia-KTM      | + 0 s           |

| \| Clasificación general \| Clasificación general \| Clasificación general \| Clasificación general \| Clasificación general \| \| Ciclista \| Ciclista \| Equipo \| Tiempo \| \| \| --------------------- \| --------------------- \| ---------------------------------- \| --------------------- \| --------------------- \| \| 1.º \| Raymond Kreder \| Team Ukyo \| 1 h 21 min 45 s \| \| \| 2.º \| Youcef Reguigui \| Terengganu Inc-TSG Cycling Team \| + 1 s \| \| \| 3.º \| Edwin Ávila \| Israel Cycling Academy \| + 2 s \| \| \| 4.º \| Blake Quick \| St George Continental Cycling Team \| + 11 s \| \| \| 5.º \| Moreno Marchetti \| Neri Sottoli-Selle Italia-KTM \| + 11 s \| \| \| 6.º \| Corbin Strong \| St George Continental Cycling Team \| + 11 s \| \| \| 7.º \| Neil Van der Ploeg \| Team BridgeLane \| + 11 s \| \| \| 8.º \| Hideto Nakane \| Nippo-Vini Fantini-Faizanè \| + 11 s \| \| \| 9.º \| Park Sang-hong \| LX Cycling Team \| + 11 s \| \| \| 10.º \| Etienne van Empel \| Neri Sottoli-Selle Italia-KTM \| + 11 s \| \| |                    |                                    |                 |
| |                    |                                    |                 |
| Fuente: ProCyclingStats |                    |                                    |                 |
| Clasificación general |                    |                                    |                 |
| Ciclista | Ciclista           | Equipo                             | Tiempo          |
| 1.º | Raymond Kreder     | Team Ukyo                          | 1 h 21 min 45 s |
| 2.º | Youcef Reguigui    | Terengganu Inc-TSG Cycling Team    | + 1 s           |
| 3.º | Edwin Ávila        | Israel Cycling Academy             | + 2 s           |
| 4.º | Blake Quick        | St George Continental Cycling Team | + 11 s          |
| 5.º | Moreno Marchetti   | Neri Sottoli-Selle Italia-KTM      | + 11 s          |
| 6.º | Corbin Strong      | St George Continental Cycling Team | + 11 s          |
| 7.º | Neil Van der Ploeg | Team BridgeLane                    | + 11 s          |
| 8.º | Hideto Nakane      | Nippo-Vini Fantini-Faizanè         | + 11 s          |
| 9.º | Park Sang-hong     | LX Cycling Team                    | + 11 s          |
| 10.º | Etienne van Empel  | Neri Sottoli-Selle Italia-KTM      | + 11 s          |

### 2.ª etapa
| Cheonan - Danyang | etapa escarpada | (161,6 km) |

| \| Clasificación de la etapa \| Clasificación de la etapa \| Clasificación de la etapa \| Clasificación de la etapa \| Clasificación de la etapa \| \| Ciclista \| Ciclista \| Equipo \| Tiempo \| \| \| ------------------------- \| ------------------------- \| ---------------------------------- \| ------------------------- \| ------------------------- \| \| 1.º \| Martin Laas \| Illuminate \| 3 h 49 min 21 s \| \| \| 2.º \| Youcef Reguigui \| Terengganu Inc-TSG Cycling Team \| + 0 s \| \| \| 3.º \| Corbin Strong \| St George Continental Cycling Team \| + 0 s \| \| \| 4.º \| Juanjo Lobato \| Nippo-Vini Fantini-Faizanè \| + 0 s \| \| \| 5.º \| Raymond Kreder \| Team Ukyo \| + 0 s \| \| \| 6.º \| Riccardo Minali \| Israel Cycling Academy \| + 0 s \| \| \| 7.º \| Sarawut Sirironnachai \| Thailand Continental Cycling Team \| + 0 s \| \| \| 8.º \| Stepan Astafyev \| Vino-Astana Motors \| + 0 s \| \| \| 9.º \| Hideto Nakane \| Nippo-Vini Fantini-Faizanè \| + 0 s \| \| \| 10.º \| Yikui Niu \| Mitchelton-BikeExchange \| + 0 s \| \| |                       |                                    |                 |
| |                       |                                    |                 |
| Fuente: ProCyclingStats |                       |                                    |                 |
| Clasificación de la etapa |                       |                                    |                 |
| Ciclista | Ciclista              | Equipo                             | Tiempo          |
| 1.º | Martin Laas           | Illuminate                         | 3 h 49 min 21 s |
| 2.º | Youcef Reguigui       | Terengganu Inc-TSG Cycling Team    | + 0 s           |
| 3.º | Corbin Strong         | St George Continental Cycling Team | + 0 s           |
| 4.º | Juanjo Lobato         | Nippo-Vini Fantini-Faizanè         | + 0 s           |
| 5.º | Raymond Kreder        | Team Ukyo                          | + 0 s           |
| 6.º | Riccardo Minali       | Israel Cycling Academy             | + 0 s           |
| 7.º | Sarawut Sirironnachai | Thailand Continental Cycling Team  | + 0 s           |
| 8.º | Stepan Astafyev       | Vino-Astana Motors                 | + 0 s           |
| 9.º | Hideto Nakane         | Nippo-Vini Fantini-Faizanè         | + 0 s           |
| 10.º | Yikui Niu             | Mitchelton-BikeExchange            | + 0 s           |

| \| Clasificación general \| Clasificación general \| Clasificación general \| Clasificación general \| Clasificación general \| \| Ciclista \| Ciclista \| Equipo \| Tiempo \| \| \| --------------------- \| --------------------- \| ---------------------------------- \| --------------------- \| --------------------- \| \| 1.º \| Youcef Reguigui \| Terengganu Inc-TSG Cycling Team \| 5 h 11 min 01 s \| \| \| 2.º \| Raymond Kreder \| Team Ukyo \| + 5 s \| \| \| 3.º \| Corbin Strong \| St George Continental Cycling Team \| + 12 s \| \| \| 4.º \| Soon Young Kwon \| KSPO-Bianchi Asia \| + 14 s \| \| \| 5.º \| Hideto Nakane \| Nippo-Vini Fantini-Faizanè \| + 16 s \| \| \| 6.º \| Park Sang-hong \| LX Cycling Team \| + 16 s \| \| \| 7.º \| Sarawut Sirironnachai \| Thailand Continental Cycling Team \| + 16 s \| \| \| 8.º \| Salvador Guardiola \| Kinan Cycling Team \| + 16 s \| \| \| 9.º \| Neil Van der Ploeg \| Team BridgeLane \| + 16 s \| \| \| 10.º \| Stepan Astafyev \| Vino-Astana Motors \| + 16 s \| \| |                       |                                    |                 |
| |                       |                                    |                 |
| Fuente: ProCyclingStats |                       |                                    |                 |
| Clasificación general |                       |                                    |                 |
| Ciclista | Ciclista              | Equipo                             | Tiempo          |
| 1.º | Youcef Reguigui       | Terengganu Inc-TSG Cycling Team    | 5 h 11 min 01 s |
| 2.º | Raymond Kreder        | Team Ukyo                          | + 5 s           |
| 3.º | Corbin Strong         | St George Continental Cycling Team | + 12 s          |
| 4.º | Soon Young Kwon       | KSPO-Bianchi Asia                  | + 14 s          |
| 5.º | Hideto Nakane         | Nippo-Vini Fantini-Faizanè         | + 16 s          |
| 6.º | Park Sang-hong        | LX Cycling Team                    | + 16 s          |
| 7.º | Sarawut Sirironnachai | Thailand Continental Cycling Team  | + 16 s          |
| 8.º | Salvador Guardiola    | Kinan Cycling Team                 | + 16 s          |
| 9.º | Neil Van der Ploeg    | Team BridgeLane                    | + 16 s          |
| 10.º | Stepan Astafyev       | Vino-Astana Motors                 | + 16 s          |

### 3.ª etapa
| Danyang - Samcheok | etapa escarpada | (178,3 km) |

| \| Clasificación de la etapa \| Clasificación de la etapa \| Clasificación de la etapa \| Clasificación de la etapa \| Clasificación de la etapa \| \| Ciclista \| Ciclista \| Equipo \| Tiempo \| \| \| ------------------------- \| ------------------------- \| ---------------------------------- \| ------------------------- \| ------------------------- \| \| 1.º \| Ben Perry \| Israel Cycling Academy \| 4 h 01 min 18 s \| \| \| 2.º \| Filippo Zaccanti \| Nippo-Vini Fantini-Faizanè \| + 1 s \| \| \| 3.º \| Corbin Strong \| St George Continental Cycling Team \| + 1 min 25 s \| \| \| 4.º \| Raymond Kreder \| Team Ukyo \| + 1 min 25 s \| \| \| 5.º \| Edwin Ávila \| Israel Cycling Academy \| + 1 min 25 s \| \| \| 6.º \| Min Kyeong-ho \| Seoul Cycling Team \| + 1 min 25 s \| \| \| 7.º \| Youcef Reguigui \| Terengganu Inc-TSG Cycling Team \| + 1 min 25 s \| \| \| 8.º \| Juanjo Lobato \| Nippo-Vini Fantini-Faizanè \| + 1 min 25 s \| \| \| 9.º \| Vadim Pronskiy \| Vino-Astana Motors \| + 1 min 25 s \| \| \| 10.º \| Matvey Nikitin \| Vino-Astana Motors \| + 1 min 25 s \| \| |                  |                                    |                 |
| |                  |                                    |                 |
| Fuente: ProCyclingStats |                  |                                    |                 |
| Clasificación de la etapa |                  |                                    |                 |
| Ciclista | Ciclista         | Equipo                             | Tiempo          |
| 1.º | Ben Perry        | Israel Cycling Academy             | 4 h 01 min 18 s |
| 2.º | Filippo Zaccanti | Nippo-Vini Fantini-Faizanè         | + 1 s           |
| 3.º | Corbin Strong    | St George Continental Cycling Team | + 1 min 25 s    |
| 4.º | Raymond Kreder   | Team Ukyo                          | + 1 min 25 s    |
| 5.º | Edwin Ávila      | Israel Cycling Academy             | + 1 min 25 s    |
| 6.º | Min Kyeong-ho    | Seoul Cycling Team                 | + 1 min 25 s    |
| 7.º | Youcef Reguigui  | Terengganu Inc-TSG Cycling Team    | + 1 min 25 s    |
| 8.º | Juanjo Lobato    | Nippo-Vini Fantini-Faizanè         | + 1 min 25 s    |
| 9.º | Vadim Pronskiy   | Vino-Astana Motors                 | + 1 min 25 s    |
| 10.º | Matvey Nikitin   | Vino-Astana Motors                 | + 1 min 25 s    |

| \| Clasificación general \| Clasificación general \| Clasificación general \| Clasificación general \| Clasificación general \| \| Ciclista \| Ciclista \| Equipo \| Tiempo \| \| \| --------------------- \| --------------------- \| ---------------------------------- \| --------------------- \| --------------------- \| \| 1.º \| Filippo Zaccanti \| Nippo-Vini Fantini-Faizanè \| 9 h 12 min 41 s \| \| \| 2.º \| Ben Perry \| Israel Cycling Academy \| + 41 s \| \| \| 3.º \| Youcef Reguigui \| Terengganu Inc-TSG Cycling Team \| + 1 min 03 s \| \| \| 4.º \| Raymond Kreder \| Team Ukyo \| + 1 min 08 s \| \| \| 5.º \| Corbin Strong \| St George Continental Cycling Team \| + 1 min 11 s \| \| \| 6.º \| Choe Hyeong-min \| Geumsan Insam Cello \| + 1 min 16 s \| \| \| 7.º \| Félix Barón \| Illuminate \| + 1 min 18 s \| \| \| 8.º \| Sarawut Sirironnachai \| Thailand Continental Cycling Team \| + 1 min 19 s \| \| \| 9.º \| Park Sang-hong \| LX Cycling Team \| + 1 min 19 s \| \| \| 10.º \| Hideto Nakane \| Nippo-Vini Fantini-Faizanè \| + 1 min 19 s \| \| |                       |                                    |                 |
| |                       |                                    |                 |
| Fuente: ProCyclingStats |                       |                                    |                 |
| Clasificación general |                       |                                    |                 |
| Ciclista | Ciclista              | Equipo                             | Tiempo          |
| 1.º | Filippo Zaccanti      | Nippo-Vini Fantini-Faizanè         | 9 h 12 min 41 s |
| 2.º | Ben Perry             | Israel Cycling Academy             | + 41 s          |
| 3.º | Youcef Reguigui       | Terengganu Inc-TSG Cycling Team    | + 1 min 03 s    |
| 4.º | Raymond Kreder        | Team Ukyo                          | + 1 min 08 s    |
| 5.º | Corbin Strong         | St George Continental Cycling Team | + 1 min 11 s    |
| 6.º | Choe Hyeong-min       | Geumsan Insam Cello                | + 1 min 16 s    |
| 7.º | Félix Barón           | Illuminate                         | + 1 min 18 s    |
| 8.º | Sarawut Sirironnachai | Thailand Continental Cycling Team  | + 1 min 19 s    |
| 9.º | Park Sang-hong        | LX Cycling Team                    | + 1 min 19 s    |
| 10.º | Hideto Nakane         | Nippo-Vini Fantini-Faizanè         | + 1 min 19 s    |

### 4.ª etapa
| Samcheok - Goseong | etapa escarpada | (127 km) |

| \| Clasificación de la etapa \| Clasificación de la etapa \| Clasificación de la etapa \| Clasificación de la etapa \| Clasificación de la etapa \| \| Ciclista \| Ciclista \| Equipo \| Tiempo \| \| \| ------------------------- \| ------------------------- \| --------------------------------- \| ------------------------- \| ------------------------- \| \| 1.º \| Martin Laas \| Illuminate \| 3 h 01 min 29 s \| \| \| 2.º \| Juanjo Lobato \| Nippo-Vini Fantini-Faizanè \| + 0 s \| \| \| 3.º \| Benjamín Prades \| Team Ukyo \| + 0 s \| \| \| 4.º \| Youcef Reguigui \| Terengganu Inc-TSG Cycling Team \| + 0 s \| \| \| 5.º \| Raymond Kreder \| Team Ukyo \| + 0 s \| \| \| 6.º \| Edwin Ávila \| Israel Cycling Academy \| + 0 s \| \| \| 7.º \| Sarawut Sirironnachai \| Thailand Continental Cycling Team \| + 0 s \| \| \| 8.º \| Park Sang-hong \| LX Cycling Team \| + 0 s \| \| \| 9.º \| Choi Hiu Fung \| HKSI Pro Cycling Team \| + 0 s \| \| \| 10.º \| Min Kyeong-ho \| Seoul Cycling Team \| + 0 s \| \| |                       |                                   |                 |
| |                       |                                   |                 |
| Fuente: ProCyclingStats |                       |                                   |                 |
| Clasificación de la etapa |                       |                                   |                 |
| Ciclista | Ciclista              | Equipo                            | Tiempo          |
| 1.º | Martin Laas           | Illuminate                        | 3 h 01 min 29 s |
| 2.º | Juanjo Lobato         | Nippo-Vini Fantini-Faizanè        | + 0 s           |
| 3.º | Benjamín Prades       | Team Ukyo                         | + 0 s           |
| 4.º | Youcef Reguigui       | Terengganu Inc-TSG Cycling Team   | + 0 s           |
| 5.º | Raymond Kreder        | Team Ukyo                         | + 0 s           |
| 6.º | Edwin Ávila           | Israel Cycling Academy            | + 0 s           |
| 7.º | Sarawut Sirironnachai | Thailand Continental Cycling Team | + 0 s           |
| 8.º | Park Sang-hong        | LX Cycling Team                   | + 0 s           |
| 9.º | Choi Hiu Fung         | HKSI Pro Cycling Team             | + 0 s           |
| 10.º | Min Kyeong-ho         | Seoul Cycling Team                | + 0 s           |

| \| Clasificación general \| Clasificación general \| Clasificación general \| Clasificación general \| Clasificación general \| \| Ciclista \| Ciclista \| Equipo \| Tiempo \| \| \| --------------------- \| --------------------- \| ---------------------------------- \| --------------------- \| --------------------- \| \| 1.º \| Filippo Zaccanti \| Nippo-Vini Fantini-Faizanè \| 12 h 14 min 10 s \| \| \| 2.º \| Ben Perry \| Israel Cycling Academy \| + 41 s \| \| \| 3.º \| Youcef Reguigui \| Terengganu Inc-TSG Cycling Team \| + 1 min 03 s \| \| \| 4.º \| Raymond Kreder \| Team Ukyo \| + 1 min 08 s \| \| \| 5.º \| Corbin Strong \| St George Continental Cycling Team \| + 1 min 11 s \| \| \| 6.º \| Juanjo Lobato \| Nippo-Vini Fantini-Faizanè \| + 1 min 13 s \| \| \| 7.º \| Benjamín Prades \| Team Ukyo \| + 1 min 15 s \| \| \| 8.º \| Sarawut Sirironnachai \| Thailand Continental Cycling Team \| + 1 min 16 s \| \| \| 9.º \| Choe Hyeong-min \| Geumsan Insam Cello \| + 1 min 16 s \| \| \| 10.º \| Félix Barón \| Illuminate \| + 1 min 18 s \| \| |                       |                                    |                  |
| |                       |                                    |                  |
| Fuente: ProCyclingStats |                       |                                    |                  |
| Clasificación general |                       |                                    |                  |
| Ciclista | Ciclista              | Equipo                             | Tiempo           |
| 1.º | Filippo Zaccanti      | Nippo-Vini Fantini-Faizanè         | 12 h 14 min 10 s |
| 2.º | Ben Perry             | Israel Cycling Academy             | + 41 s           |
| 3.º | Youcef Reguigui       | Terengganu Inc-TSG Cycling Team    | + 1 min 03 s     |
| 4.º | Raymond Kreder        | Team Ukyo                          | + 1 min 08 s     |
| 5.º | Corbin Strong         | St George Continental Cycling Team | + 1 min 11 s     |
| 6.º | Juanjo Lobato         | Nippo-Vini Fantini-Faizanè         | + 1 min 13 s     |
| 7.º | Benjamín Prades       | Team Ukyo                          | + 1 min 15 s     |
| 8.º | Sarawut Sirironnachai | Thailand Continental Cycling Team  | + 1 min 16 s     |
| 9.º | Choe Hyeong-min       | Geumsan Insam Cello                | + 1 min 16 s     |
| 10.º | Félix Barón           | Illuminate                         | + 1 min 18 s     |

### 5.ª etapa
| Seúl - Seúl | etapa llana | (65 km) |

| \| Clasificación de la etapa \| Clasificación de la etapa \| Clasificación de la etapa \| Clasificación de la etapa \| Clasificación de la etapa \| \| Ciclista \| Ciclista \| Equipo \| Tiempo \| \| \| ------------------------- \| ------------------------- \| ---------------------------------- \| ------------------------- \| ------------------------- \| \| 1.º \| Martin Laas \| Illuminate \| 1 h 21 min 28 s \| \| \| 2.º \| Raymond Kreder \| Team Ukyo \| + 0 s \| \| \| 3.º \| Kyoung Ho Park \| KSPO-Bianchi Asia \| + 0 s \| \| \| 4.º \| Blake Quick \| St George Continental Cycling Team \| + 0 s \| \| \| 5.º \| Riccardo Minali \| Israel Cycling Academy \| + 0 s \| \| \| 6.º \| Youcef Reguigui \| Terengganu Inc-TSG Cycling Team \| + 0 s \| \| \| 7.º \| Yasuharu Nakajima \| Kinan Cycling Team \| + 0 s \| \| \| 8.º \| Neil Van der Ploeg \| Team BridgeLane \| + 0 s \| \| \| 9.º \| Park Sang-hoon \| LX Cycling Team \| + 0 s \| \| \| 10.º \| Edwin Ávila \| Israel Cycling Academy \| + 0 s \| \| |                    |                                    |                 |
| |                    |                                    |                 |
| Fuente: ProCyclingStats |                    |                                    |                 |
| Clasificación de la etapa |                    |                                    |                 |
| Ciclista | Ciclista           | Equipo                             | Tiempo          |
| 1.º | Martin Laas        | Illuminate                         | 1 h 21 min 28 s |
| 2.º | Raymond Kreder     | Team Ukyo                          | + 0 s           |
| 3.º | Kyoung Ho Park     | KSPO-Bianchi Asia                  | + 0 s           |
| 4.º | Blake Quick        | St George Continental Cycling Team | + 0 s           |
| 5.º | Riccardo Minali    | Israel Cycling Academy             | + 0 s           |
| 6.º | Youcef Reguigui    | Terengganu Inc-TSG Cycling Team    | + 0 s           |
| 7.º | Yasuharu Nakajima  | Kinan Cycling Team                 | + 0 s           |
| 8.º | Neil Van der Ploeg | Team BridgeLane                    | + 0 s           |
| 9.º | Park Sang-hoon     | LX Cycling Team                    | + 0 s           |
| 10.º | Edwin Ávila        | Israel Cycling Academy             | + 0 s           |

## Clasificaciones finales
Las clasificaciones finalizaron de la siguiente forma:

### Clasificación general
| \| Clasificación general \| Clasificación general \| Clasificación general \| Clasificación general \| Clasificación general \| \| Ciclista \| Ciclista \| Equipo \| Tiempo \| \| \| --------------------- \| --------------------- \| ---------------------------------- \| --------------------- \| --------------------- \| \| 1.º \| Filippo Zaccanti \| Nippo-Vini Fantini-Faizanè \| 13 h 35 min 38 s \| \| \| 2.º \| Ben Perry \| Israel Cycling Academy \| + 41 s \| \| \| 3.º \| Raymond Kreder \| Team Ukyo \| + 1 min 02 s \| \| \| 4.º \| Youcef Reguigui \| Terengganu Inc-TSG Cycling Team \| + 1 min 03 s \| \| \| 5.º \| Corbin Strong \| St George Continental Cycling Team \| + 1 min 05 s \| \| \| 6.º \| Juanjo Lobato \| Nippo-Vini Fantini-Faizanè \| + 1 min 13 s \| \| \| 7.º \| Sarawut Sirironnachai \| Thailand Continental Cycling Team \| + 1 min 15 s \| \| \| 8.º \| Benjamín Prades \| Team Ukyo \| + 1 min 15 s \| \| \| 9.º \| Choe Hyeong-min \| Geumsan Insam Cello \| + 1 min 16 s \| \| \| 10.º \| Min Kyeong-ho \| Seoul Cycling Team \| + 1 min 17 s \| \| |                       |                                    |                  |
| |                       |                                    |                  |
| Fuente: ProCyclingStats |                       |                                    |                  |
| Clasificación general |                       |                                    |                  |
| Ciclista | Ciclista              | Equipo                             | Tiempo           |
| 1.º | Filippo Zaccanti      | Nippo-Vini Fantini-Faizanè         | 13 h 35 min 38 s |
| 2.º | Ben Perry             | Israel Cycling Academy             | + 41 s           |
| 3.º | Raymond Kreder        | Team Ukyo                          | + 1 min 02 s     |
| 4.º | Youcef Reguigui       | Terengganu Inc-TSG Cycling Team    | + 1 min 03 s     |
| 5.º | Corbin Strong         | St George Continental Cycling Team | + 1 min 05 s     |
| 6.º | Juanjo Lobato         | Nippo-Vini Fantini-Faizanè         | + 1 min 13 s     |
| 7.º | Sarawut Sirironnachai | Thailand Continental Cycling Team  | + 1 min 15 s     |
| 8.º | Benjamín Prades       | Team Ukyo                          | + 1 min 15 s     |
| 9.º | Choe Hyeong-min       | Geumsan Insam Cello                | + 1 min 16 s     |
| 10.º | Min Kyeong-ho         | Seoul Cycling Team                 | + 1 min 17 s     |

### Clasificación por puntos
| Clasificación por puntos | Clasificación por puntos | Clasificación por puntos           | Clasificación por puntos | Clasificación por puntos |
| Ciclista                 | Ciclista                 | Equipo                             | Puntos                   |                          |
| ------------------------ | ------------------------ | ---------------------------------- | ------------------------ | ------------------------ |
| 1.º                      | Youcef Reguigui          | Terengganu Inc-TSG Cycling Team    | 66 pts                   |                          |
| 2.º                      | Raymond Kreder           | Team Ukyo                          | 65 pts                   |                          |
| 3.º                      | Edwin Ávila              | Israel Cycling Academy             | 51 pts                   |                          |
| 4.º                      | Corbin Strong            | St George Continental Cycling Team | 46 pts                   |                          |
| 5.º                      | Martin Laas              | Illuminate                         | 45 pts                   |                          |
| 6.º                      | Juanjo Lobato            | Nippo-Vini Fantini-Faizanè         | 34 pts                   |                          |
| 7.º                      | Sarawut Sirironnachai    | Thailand Continental Cycling Team  | 31 pts                   |                          |
| 8.º                      | Blake Quick              | St George Continental Cycling Team | 27 pts                   |                          |
| 9.º                      | Park Sang-hong           | LX Cycling Team                    | 26 pts                   |                          |
| 10.º                     | Riccardo Minali          | Israel Cycling Academy             | 21 pts                   |                          |

### Clasificación de la montaña
| Clasificación de la montaña | Clasificación de la montaña | Clasificación de la montaña | Clasificación de la montaña | Clasificación de la montaña |
| Ciclista                    | Ciclista                    | Equipo                      | Puntos                      |                             |
| --------------------------- | --------------------------- | --------------------------- | --------------------------- | --------------------------- |
| 1.º                         | James Oram                  | Mitchelton-BikeExchange     | 9 pts                       |                             |
| 2.º                         | Soon Young Kwon             | KSPO-Bianchi Asia           | 7 pts                       |                             |
| 3.º                         | Choe Hyeong-min             | Geumsan Insam Cello         | 6 pts                       |                             |
| 4.º                         | Cameron Piper               | Illuminate                  | 4 pts                       |                             |
| 5.º                         | Félix Barón                 | Illuminate                  | 2 pts                       |                             |
| 6.º                         | Jung Woo-ho                 | Seoul Cycling Team          | 2 pts                       |                             |
| 7.º                         | Matvey Nikitin              | Vino-Astana Motors          | 1 pt                        |                             |
| 8.º                         | Fung Ka Hoo                 | HKSI Pro Cycling Team       | 1 pt                        |                             |

### Clasificación de los jóvenes
| Clasificación del mejor joven | Clasificación del mejor joven | Clasificación del mejor joven      | Clasificación del mejor joven | Clasificación del mejor joven |
| Ciclista                      | Ciclista                      | Equipo                             | Tiempo                        |                               |
| ----------------------------- | ----------------------------- | ---------------------------------- | ----------------------------- | ----------------------------- |
| 1.º                           | Corbin Strong                 | St George Continental Cycling Team | 13 h 36 min 43 s              |                               |
| 2.º                           | Vadim Pronskiy                | Vino-Astana Motors                 | + 14 s                        |                               |
| 3.º                           | Alexandr Ovsyannikov          | Vino-Astana Motors                 | + 23 s                        |                               |
| 4.º                           | Jung Woo-ho                   | Seoul Cycling Team                 | + 25 s                        |                               |
| 5.º                           | Hoonmin Jun                   | Seoul Cycling Team                 | + 34 s                        |                               |
| 6.º                           | Tyler Lindorff                | Team BridgeLane                    | + 3 min 00 s                  |                               |
| 7.º                           | Ben Metcalfe                  | Team BridgeLane                    | + 8 min 06 s                  |                               |
| 8.º                           | Fung Ka Hoo                   | HKSI Pro Cycling Team              | + 10 min 43 s                 |                               |
| 9.º                           | Yeonwoo Yoo                   | Gapyeong Cycling Team              | + 14 min 08 s                 |                               |
| 10.º                          | Thanakhan Chaiyasombat        | Thailand Continental Cycling Team  | + 14 min 48 s                 |                               |

### Clasificación por equipos
| Clasificación por equipos | Clasificación por equipos          | Clasificación por equipos | Clasificación por equipos |
| Equipo                    | Equipo                             | Tiempo                    |                           |
| ------------------------- | ---------------------------------- | ------------------------- | ------------------------- |
| 1.º                       | Nippo Vini Fantini Faizanè         | 40 h 49 min 36 s          |                           |
| 2.º                       | Israel Cycling Academy             | + 1 s                     |                           |
| 3.º                       | Team Ukyo                          | + 1 min 15 s              |                           |
| 4.º                       | Vino-Astana Motors                 | + 1 min 15 s              |                           |
| 5.º                       | St George Continental Cycling Team | + 1 min 24 s              |                           |
| 6.º                       | Terengganu Inc-TSG Cycling Team    | + 1 min 24 s              |                           |
| 7.º                       | Seoul Cycling Team                 | + 1 min 26 s              |                           |
| 8.º                       | Thailand Continental               | + 2 min 09 s              |                           |
| 9.º                       | Team BridgeLane                    | + 3 min 26 s              |                           |
| 10.º                      | Kinan Cycling Team                 | + 13 min 51 s             |                           |

## Evolución de las clasificaciones
| Etapa                   | Vencedor                | Clasificación general | Clasificación por puntos | Clasificación de la montaña | Clasificación de los jóvenes | Clasificación por equipos  |
| ----------------------- | ----------------------- | --------------------- | ------------------------ | --------------------------- | ---------------------------- | -------------------------- |
| 1.ª                     | Raymond Kreder          | Raymond Kreder        | Youcef Reguigui          | no se entregó               | Blake Quick                  | Ukyo                       |
| 2.ª                     | Martin Laas             | Youcef Reguigui       | Youcef Reguigui          | Kwon Soon Young             | Corbin Strong                | Nippo-Vini Fantini-Faizanè |
| 3.ª                     | Benjamin Perry          | Filippo Zaccanti      | Youcef Reguigui          | James Oram                  | Corbin Strong                | Nippo-Vini Fantini-Faizanè |
| 4.ª                     | Martin Laas             | Filippo Zaccanti      | Youcef Reguigui          | James Oram                  | Corbin Strong                | Nippo-Vini Fantini-Faizanè |
| 5.ª                     | Martin Laas             | Filippo Zaccanti      | Youcef Reguigui          | James Oram                  | Corbin Strong                | Nippo-Vini Fantini-Faizanè |
| Clasificaciones finales | Clasificaciones finales | Filippo Zaccanti      | Youcef Reguigui          | James Oram                  | Corbin Strong                | Nippo-Vini Fantini-Faizanè |

"

## UCI World Ranking
El Tour de Corea otorgó puntos para el UCI World Ranking para corredores de los equipos en las categorías UCI WorldTeam, Profesional Continental y Equipos Continentales. Las siguientes tablas muestran el baremo de puntuación y los 10 corredores que obtuvieron más puntos:
| Posición              | 1.º | 2.º | 3.º | 4.º | 5.º | 6.º | 7.º | 8.º | 9.º | 10.º | 11.º | 12.º | 13.º-15.º | 16.º-25.º |
| Clasificación general | 125 | 85  | 70  | 60  | 50  | 40  | 35  | 30  | 25  | 20   | 15   | 10   | 5         | 3         |
| Por etapa             | 14  | 5   | 3   |     |     |     |     |     |     |      |      |      |           |           |
| Líder                 | 3   |     |     |     |     |     |     |     |     |      |      |      |           |           |

| Clasificación |                       |                            |         |       |       |       |
| Posición      | Ciclista              | Equipo                     | General | Etapa | Líder | Total |
| ------------- | --------------------- | -------------------------- | ------- | ----- | ----- | ----- |
| 1.º           | Filippo Zaccanti      | Nippo-Vini Fantini-Faizanè | 125     | 5     | 6     | 136   |
| 2.º           | Benjamin Perry        | Israel Cycling Academy     | 85      | 14    | -     | 99    |
| 3.º           | Raymond Kreder        | Ukyo                       | 70      | 19    | 3     | 92    |
| 4.º           | Youcef Reguigui       | Terengganu Inc-TSG         | 60      | 10    | 3     | 73    |
| 5.º           | Corbin Strong         | St George Continental      | 50      | 6     | -     | 56    |
| 6.º           | Juan José Lobato      | Nippo-Vini Fantini-Faizanè | 40      | 5     | -     | 45    |
| 7.º           | Martin Laas           | Illuminate                 | -       | 42    | -     | 42    |
| 8.º           | Sarawut Sirironnachai | Thailand Continental       | 35      | -     | -     | 35    |
| 9.º           | Benjamín Prades       | Ukyo                       | 30      | 3     | -     | 33    |
| 10.º          | Choe Hyeong Min       | Geumsan Insam Cello        | 25      | -     | -     | 25    |